# Александр (правитель Коринфа)
Александр (правитель Коринфа) — діяч елліністичного періода, котрий в якийсь момент проголосив себе у Коринфі царем.
Батьком Александра був Кратер Молодший — син Кратера, командира тілоохоронців Александра Македонського. Кратер Молодший через свою матір Філу приходився зведеним братом Антигону II Гонату, якому вірно служив як правитель Коринфа. Останній відігравав для Македонії важливу роль, оскільки блокував шлях по суходолу між Пелопоннесом та центральною Грецією (що дуже допомогло македонцям у Хремонідову війну), а також дозволяв надавати допомогу тиранам пелопоннеських міст, що виступали на боці Македонії.
По смерті батька (ймовірно, у 263 р. до н. е.) Александр сам став коринфським управителем, а через певний час вирішив виступити проти Антигона Гоната. Юстин згадує про це у своїй епітомі твору Помпея Трога «Філіппова історія», в тій книзі, яка присвячена подіям від початку 260-х до н. е. та до 246 р. до н. е. (у випадку Коринфа — до 243 до н. е.) Відповідно, наразі неможливо точно датувати початок повстання Аллександра, оскільки з Юстина зрозуміло лише те, що воно відбулось пізніше за бунт галатів у Мегарі під час Хремонідової війни (ймовірно, 266 до н. е.).
Однією з можливих дат для виступу Александра є 249 до н. е. Саме тоді мешканці розташованих неподалік Кікладських островів знову взяли участь у святкуваннях, що провадились в єгипетській державі. Перед тим, приблизно 260 р. до н. е., цар Єгипту втратив свій контроль над Кікладами, хоча й зберіг два гарнізони на Тері та Кеа. Можливо, саме активізація політики Птолемея II в архіпелазі, який знаходиться неподалік від входу до Саронічної затоки (у глибині якої лежить Коринф), сприяла рішенню Александра повстати проти Македонії.
Окрім Коринфа, Александр також контролював розташовані на Евбеї Еретрію та Халкіду. Одні дослідники вважають, що ці міста були ввірені йому ще Антигоном Гонатом, інші — що вони просто підтримали його повстання.
Варто відзначити, що Александр не лише виступив проти Антигона, але й проголосив себе царем. Після початку повстання він уклав дружню угоду із Ахейським союзом, котрий тоді набирав силу на Пелопоннесі та був недружнім до македонського царя. З іншого боку, Александр вступив у боротьбу з Афінами (в Аттиці знаходився цілий ряд гарнізонів Антигона, включаючи залогу в порту Пірей) та Аргосом, де правив союзний Македонії тиран Арістомах. Цей конфлікт виявився вдалим для Александра та через якийсь час завершився мирною угодою.
У середині 240-х до н. е. Александр помер (можливо, отруєний людиною Антигона), після чого Коринф опинився під контролем його дружини Нікеї.